# Orfeus i underjorden

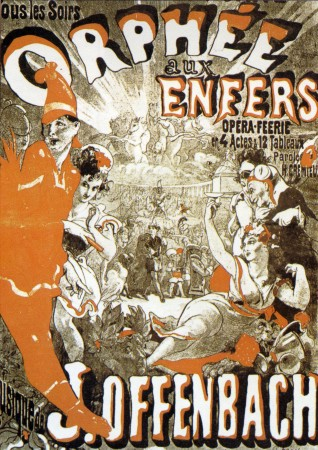
Affisch från uruppförandet 1858

Orfeus i underjorden (franska: Orphée aux Enfers; engelska: Orpheus in the Underworld och Orpheus in Hell) är en komisk operett i två akter med musik av Jacques Offenbach och libretto av Hector Crémieux och Ludovic Halévy. Den framfördes första gången som en "opéra bouffon" i två akter på Théâtre des Bouffes-Parisiens i Paris den 21 oktober 1858, och utökades senare till en "opéra féerie"-version i fyra akter med premiär på Théâtre de la Gaîté i Paris den 7 februari 1874.
Operetten är en parodi på den antika myten om Orfeus och Eurydike. I denna version är Orfeus inte son till guden Apollon, utan är en vanlig fiollärare. När hans hustru Eurydike rövas bort av underjordens härskare Pluto, är han bara alltför glad. Orfeus måste tvingas av den "Allmänna meningen" att rädda henne. Det klandervärda uppförandet av Olympens gudar sågs som en lätt beslöjad satir över kejsare Napoleon III:s hov och styre. Några kritiker uttryckte ilska över librettisternas respektlöshet inför klassisk mytologi och kompositörens parodi av Glucks opera Orfeus och Eurydike; andra prisade stycket högeligen.
Orphée aux enfers var Offenbachs första helaftonsoperett. Ursprungsversionen från 1858 blev en stor kassasuccé och spelades ända in på 1859, därmed räddade den Offenbach och hans teaterkompani från ekonomiska svårigheter. Versionen från 1874 slog nya kassarekord på teater Gaîté. Operetten sattes regelbundet upp i Frankrike och utomlands under Offenbachs livstid och under hela 1900-talet. Det är hans mest uppförda operett och fortsätter att spelas på 2000-talet.
I slutet av 1800-talet anammade Pariskabaréerna Moulin Rouge och Folies Bergère musiken till "Galop infernal" från verkets final till att ackompanjera dansen can-can, och allt sedan dess har melodin populärt associerats med dansen.

## Bakgrund och tillkomsthistoria

Affisch av Jules Chéret från 1866.

Offenbachs teater hade blivit en institution i det parisiska nöjeslivet, men hans böjelse för extravaganta iscensättningar kom snart teaterns ekonomi att vackla. Publiktillströmningen hade också börjat att mattas och 1858 hade det gått så långt att teaterns vara eller inte vara blev föremål för allvarliga diskussioner mellan Offenbach och hans finansiär. Mellan 1855 och 1858 komponerade Offenbach mer än tjugo enaktsoperetter, först på Théâtre des Folies-Marigny och sedan på Théâtre des Bouffes-Parisiens. Teaterlagarna tillät endast fyra sångare i varje stycke och med sådana små besättningar var helaftonsföreställningar uteslutet. Men 1858 fick teatrarna fria händer att engagera så många skådespelare och sångare man vill. Detta medgivande innebar något mycket betydelsefullt för Offenbach och hans författare. Nu vågade man satsa på en idé, som varit uppe tidigare, men då förkastats just på grund av den begränsade ensemblen; en helaftonsbuffa på den antika Orfeus-myten. Två år tidigare hade han berättat för sin vän författaren Hector Crémieux, att då han var musikchef på Comédie-Française tidigt på 1850-talet, så svor han på att utkräva hämnd för den tråkighet han ådrog sig av teaterns uppsättningar av stycken med grekiska gudar och hjältar. Cremieux och Ludovic Halévy gjorde ett grovt libretto till honom, som drev med sådana karaktärer. Möjligen mindes även Offenbach de årligen återkommande karnevalsspexen i sin barndomsstad Köln, där just Orfeus-myten förekommit i en spexig version, som gjort stor lycka hos publiken. Parodier på Glucks opera Orfeus och Eurydike hade också skrivits och uppförts på många scener både i Tyskland och Frankrike under de cirka hundra år, som gått sedan operan uruppfördes. När Offenbach slutligen tilläts skriva för en stor ensemble, som skulle ge verket rättvisa, blev Halévy utnämnd till generalsekreterare i ministeriet för Algeriet. I sin nya höga position vågade han inte skylta i så lättfärdiga sammanhang som denna operett.  Den hade dessutom under arbetets gång blivit alltmer utmanande och vågad i sin drift av de styrande i samhället. Crémieux blev därmed krediterad som ende librettist. Han var visserligen också anställd, som statstjänsteman, men på en blygsammare post. Hans ordinarie arbete behövde inte bli lidande på grund av författaren Cremieuxs respektlösa teaterskämt. När Halévy hoppade av hade de hunnit till slutet av andra akten. De flesta av rollerna skrevs direkt till populära medlemmar av teaterkompaniet: Désiré, Léonce, Lise Tautin och Henri Tayau som en Orphée, som verkligen kunde traktera Orfeus fiol.

### Premiär
Det första framförandet ägde rum i Salle Choiseul den 21 oktober 1858. Stycket gick tämligen bra men var inte den succé som Offenbach hade hoppats på. Han hade insisterat på påkostade iscensättningar och utgifterna översteg inkomsterna. Men efter sju veckor hände något som fick en avgörande betydelse för operettens framtida öde. Kritikern Jules Janin i tidningen Journal des débats, som tidigare hade prisat de tidiga uppsättningarna av Offenbachs verk, ryckte ut och skrev en artikel som var ett enda våldsamt angrepp mot Orfeus i underjorden för dess förhånande av vad han kallade "den ärorika antiken". Det hela var ett hädiskt nidingsdåd av det mest upprörande slag, menade Janin. Operettens officielle textförfattare Crémieux skyndade sig att försvara sitt och Offenbachs verk i Hippolyte de Villemessants tidning "Le Figaro", och snart var polemiken i full gång. När Crémieux påpekade att en komisk passage i en monolog, där Pluto lovprisar Olympen, var ordagrant citerad från en floskulös balettrecension, signerad Jules Janin, utbröt det stora skrattet över Paris. Intresset för Orfeus i underjorden växte för varje dag och snart hade man utsålt kväll efter kväll. De nyfikna parisarna måste själva ta reda på vad det stora tidningsgrälet egentligen handlade om. Och så var teatern räddad.
I sin bok om Offenbach från 1980 skriver Alexander Faris: "Orphée blev inte bara en triumf, utan en kult." Uppsättningen spelades i 228 föreställningar i följd för utsålda hus och det vid en tid då en speltid på fler än 100 gånger ansågs som succé. Att man lade ned operetten berodde uteslutande på att skådespelarna helt enkelt inte orkade längre. Albert Lasalle, i sin historik över Bouffes-Parisiens (1860), skrev att verket lades ned i juni 1859 - trots att den fortfarande var en stor kassasuccé.
1874 utökade Offenbach operetten, dubblerade musikmängden och förvandlade det från en intim opéra bouffon till en fyraktsversion opéra féerie extravaganza, med betydande balettinslag. Denna version hade premiär på Théâtre de la Gaîté den 7 februari 1874 och slog kassarekord på teatern. Under första säsongen av den reviderade versionen utökade Offenbach den ytterligare och lade till balettinslag av Neptunus kungarike i akt III och fyllde på antalet scener i akterna till 22 stycken.

## Personer
| Roller                                                                           | Röststämma                  | Premiärbesättning (tvåaktsversionen), 21 oktober 1858 (Dirigent: Jacques Offenbach) | Premiärbesättning (fyraktsversionen), 7 februari 1874 (Dirigent: Albert Vizentini) |
| -------------------------------------------------------------------------------- | --------------------------- | ----------------------------------------------------------------------------------- | ---------------------------------------------------------------------------------- |
| Pluton (Pluto), underjordens gud, förklädd som Aristée (Aristaios), en herde     | tenor                       | Léonce                                                                              | Achille-Félix Montaubry                                                            |
| Jupiter, gudarnas konung                                                         | låg tenor eller hög baryton | Désiré                                                                              | Christian                                                                          |
| Orphée (Orfeus), en musiker                                                      | tenor                       | Henri Tayau                                                                         | Meyronnet                                                                          |
| John Styx, Plutos tjänare, före detta kung av Boiotien                           | tenor eller baryton         | Bache                                                                               | Alexandre, fils                                                                    |
| Mercure (Mercurius), gudarnas budbärare                                          | tenor                       | J. Paul                                                                             | Pierre Grivot                                                                      |
| Bacchus, vinguden                                                                | talroll                     | Antognini                                                                           | Chevalier                                                                          |
| Mars, krigsguden                                                                 | bas                         | Floquet                                                                             | Gravier                                                                            |
| Eurydice, Orphées hustru                                                         | sopran                      | Lise Tautin                                                                         | Marie Cico                                                                         |
| Diane (Diana), trohetens gudinna                                                 | sopran                      | Chabert                                                                             | Berthe Perret                                                                      |
| L'Opinion publique (Den Allmänna Meningen)                                       | mezzosopran                 | Marguerite Macé-Montrouge                                                           | Elvire Gilbert                                                                     |
| Junon (Juno), Jupiters hustru                                                    | sopran eller mezzosopran    | Enjalbert                                                                           | Pauline Lyon                                                                       |
| Vénus (Venus), skönhetens gudinna                                                | sopran                      | Marie Garnier                                                                       | Angèle                                                                             |
| Cupidon (Amor), kärlekens gud                                                    | sopran (en travesti)        | Coralie Geoffroy                                                                    | Matz-Ferrare                                                                       |
| Minerve (Minerva), visdomens gudinna                                             | sopran                      | Marie Cico                                                                          | Castello                                                                           |
| Morphée (Morfeus), sömnguden                                                     | tenor                       | –                                                                                   | Damourette                                                                         |
| Cybèle (Kybele), modergudinnan                                                   | sopran                      | –                                                                                   | Maury                                                                              |
| Pomone (Pomona), fruktens gudinna                                                | sopran                      | –                                                                                   | Durieu                                                                             |
| Flore (Flora), blommornas gudinna                                                | sopran                      | –                                                                                   | B. Mery                                                                            |
| Cérès (Ceres), jordbrukets gudinna                                               | sopran                      | –                                                                                   | Iriart                                                                             |
| Amour                                                                            | mezzosopran                 | –                                                                                   | Matz-Ferrare                                                                       |
| Cerbère (Cerberus), den trehövdade hunden som vaktar porten till underjorden     | skällande                   | Tautin, snr.                                                                        | Monet                                                                              |
| Minos                                                                            | baryton/tenor               | –                                                                                   | Scipion                                                                            |
| Éaque (Aiakos)                                                                   | tenor                       | –                                                                                   | Jean Paul                                                                          |
| Rhadamante (Rhadamantys)                                                         | bas                         | –                                                                                   | J. Vizentini                                                                       |
| Gudar, gudinnor, muser, herdar, herdinnor, liktorers och andar från underjorden. |                             |                                                                                     |                                                                                    |

## Handling

### Originalversionen i två akter

#### Akt 1, Scen 1: Landsbygd näraThebe,Antikens Grekland

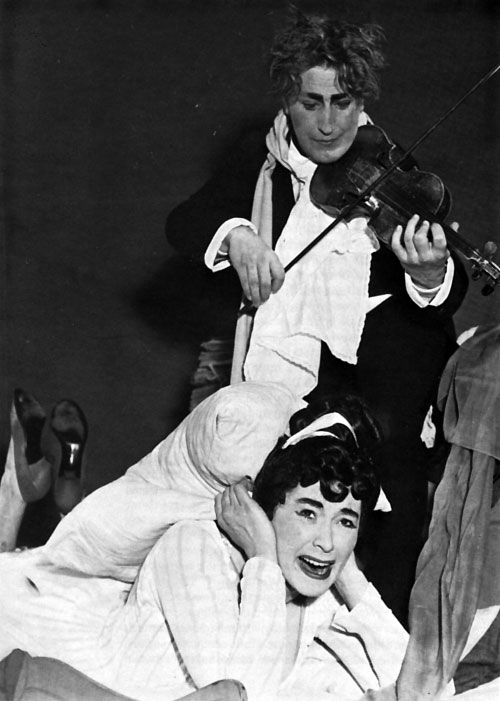
Orfeus (Sven-Erik Wikström) plågar sin stackars hustru Eurydice (Elisabeth Söderström) med sitt fiolspel. Stockholmsoperan 1955.

En talad introduktion med orkesterackompanjemang (Introduktion och Melodram) inleder verket. Den Allmänna Meningen presenterar sig - moralens väktare ("Qui suis-je? du Théâtre Antique"). Hon säger att hon till skillnad från de grekiska körerna i antika pjäser inte endast kommer kommentera handlingen, utan även ingripa i den för att se till att historien vidhåller en hög moralisk ton. Hennes försök hämmas av följande faktum: Orphée är inte son till Apollon, som i den klassiska myten, utan en enkel musiklärare som ogillar sin hustru Eurydice. Hon hatar sin make i gengäld och är i stället förälskad i herden Aristée, som bor bredvid ("La femme dont le coeur rêve"), medan Orphée är kär i herdinnan Chloë. När Orphée av misstag tar henne för Eurydice avslöjas allt och Eurydice insisterar på att äktenskapet ska brytas. Orphée, som räds den Allmänna Meningen, plågar sin hustru att hålla tyst om skandalen medelst fiolmusik, vilket hon hatar ("Ah, c'est ainsi").
Aristée kommer in. Till synes en enkel herde är han i själva verket Pluton, underjordens gud. Han bibehåller illusionen genom att sjunga en herdesång om får ("Moi, je suis Aristée"). Eurydice har upptäckt vad hon tror är en plan av Orphée att döda Arist+ee - att släppa lös ormar - men det är i själva verket en konspiration mellan Orphée och Pluton att döda henne så att Pluton kan få henne och Orphée bli av med henne. Pluton lurar henne att gå bland ormarna (han är immun) och hon blir biten. Efter att hon har dött förvandlar sig Pluton till sin riktiga gestalt (Transformationsscen). Eurydice finner att döden inte är så dum då dödsguden själv är förälskad i henne ("La mort m'apparaît souriante"). De stiger ned i underjorden efter att Eurydice har skrivit ett meddelande och berättat för sin make att hon har blivit oundvikligen bortförd.
Allt verkar gå väl för Orphée tills den Allmänna Meningen söker upp honom och hotar att ruinera hans karriär som fiollärare om han inte räddar sin hustru. Orphée går motvilligt med på detta.

#### Akt 1, Scen 2: Olympen
Handlingen förflyttas upp till Olympen, där gudarna sover ("Dormons, dormons"). Cupidon och Vénus kommer tillbaka från var sitt nattligt kärleksäventyr och lägger sig att sova hos de andra, men alla väcks snart av Diane horn. Hon beklagar saknaden av Aktaion, hennes nuvarande älskare ("Quand Diane descend dans la plaine");. Till sin ilska berättar Jupiter för henne att han har förvandlat Aktaion till en hjort för att skydda hennes rykte.  Mercure anländer och rapporterar att han har besökt underjorden och där sett hur Pluton återvänt med en vacker kvinna. Pluton gör entrée och läxas upp av Jupiter för sitt skandalösa privatliv. Till Plutons glädje tar de andra gudarna tillfället i akt att revoltera emot Jupiters styre, deras tråkiga diet av ambrosia och nektar, och Olympens tristess ("Aux armes, dieux et demi-dieux!"). Jupiter kräver att få veta var som pågår och de i sin tur pekar på hans dubbelmoral och gör narr av alla hans mytologiska affärer ("Pour séduire Alcmène la fière").
Orphée kommer med den Allmänna Meningen och gudarna visar sig från sina bästa sidor ("Il approche! Il s'avance"). Orphée lyder Allmänna Meningen och låtsas tråna efter Eurydice: han illustrerar sin plåga med en bit ur "Che farò senza Euridice" från Glucks Orfeo. Pluton oroar sig för att han ska tvingas ge tillbaka Eurydice; Jupiter säger att han ska bege sig till underjorden för att reda ut saker och ting. De andra gudarna ber att få följa med, vilket han går med på, och massiva hyllningar bryter ut ("Gloire! gloire à Jupiter ... Partons, partons").

#### Akt 2, Scen 1: Plutons budoar i underjorden
Eurydice hålls inlåst av Pluton och finner tillvaron långtråkigt. Hennes fångvaktare är en dum småsupare vid namn John Styx. Innan han dog var han kung av Boeotia (en region i Grekland som region Aristofanes gjorde synonymt med lantliga fånar), och han sjunger en stilla klagåsång för Eurydice om sitt förlorade kungadöme. ("Quand j'étais roi de Béotie").
Jupiter upptäcker var Pluton har gömt Eurydice och han slinker in genom nyckelhålet genom att förvandla sig till en vacker, gyllene fluga. Han möter Eurydice på andra sidan och de sjunger en kärleksduett där hans del enbart består av hummande ("Duo de la mouche"). Efteråt visar han sin rätta gestalt och lovar att hjälpa henne, till största delen då han önskar få henne för sig själv. Pluton bli rasande och bannar John Styx.

#### Akt 2, Scen 2: Vid floden Styx
Scenväxling till ett stort party som gudarna har med ambrosia och nektar, och anständigheten lyser med sin frånvaro ("Vive le vin! Vive Pluton!"). Eurydice är där utklädd till backant ("J'ai vu le dieu Bacchus"), men Jupiters plan att smuggla ut henne avbryts av rop på dans. Jupiter insisterar på en menuett, vilket alla finner trist ("La la la. Le menuet n'est vraiment si charmant"). Saker och ting livas upp då operettens mest berömda musiknummer, "Galop infernal", ljuder och alla kastar sig in i dansens virvlar med vild enerig ("Ce bal est original").
Hotande fiolmusik banar väg för Orphée, men Jupiter har en plan och lovar att hålla Eurydice skild från sin make. Liksom i myten får Orphée inte vända sig om, då kommer han mista henne för evigt ("Ne regarde pas en arrière!"). Allmänna Meningen håller ett öga på honom så han inte fuskar men Jupiter kastar en åskvigg vilket får honom att hoppa till och vända sig om varpå Eurydice försvinner. I all tumult förklarar Jupiter att hon hädanefter ska tillhöra guden Bacchus och bli en av hans prästinnor. Den Allmänna Meningen är inte glad, men Pluton har fått nog av Eurydice. Orphée är fri från henne och allt slutar lyckligt.

### 1874 års reviderade version
Handlingen är i princip densamme som i 1858 års version. I stället för två akter med vardera två scener är den senare versionen i fyra akter. Den reviderade versionen skiljer sig från den första i att den har flera inlagda balettscener, samt några extra karaktärer och musiknummer. Tilläggen berör inte huvudhandlingen men tillför avsevärt till styckets längd. I akt I finns det en öppningskör för herdarna och herdinnorna, och Orphée har en grupp av unga violinstudenter, som säger adjö till honom i slutet av akten. I akt II har Mercure ett solonummer ("Eh hop!"). I akt III har Eurydice ett solo, "Couplets des regrets" ("Ah! quelle triste destinée!"), Cupidon har ett nytt nummer, "Couplets des baisers" ("Allons, mes fins limiers"), de tre domarna i Hades och polismännen är tillagda till resten av de som är involverade i Jupiters jakt på Eurydice, och i slutet av akten fångas Pluton och förs bort av en flugsvärm.

## Musik
Operettens musik, som blev en mall för många  av Offenbachs senare helaftonsoperetter, beskrivs av Faris såsom innehållande en "rikedom av kupletter" (sånger med upprepade verser för en eller fler sångare), "en variation av andra solonummer och duetter, flera stora körer och två utökade finaler". Offenbach komponerade i flera olika stilar - från rokokons pastorala stämning via pastischer på italiensk opera till den furiösa galoppen - och visade fram många personliga kännemärken, som melodier som "löper framåt och bakåt i makalöst akrobatiska virvlar medan de fortfarande ljuder inte bara smeksamt lyriskt utan även spontant". I sådana upptemponummer som "Galop infernal" sätter Offenbach en ära i att göra den enkel, ofta i samma tonart genom hela numret med till största delen ovarierande instrumentering. På andra ställer spelar orkestern en större roll. I "duo de la mouche" ackompanjeras Jupiters del, bestående av en flugas surrande, av första och andra violinerna som spelar sul ponticello för att åstadkomma liknande surrande. I Le Figaro noterade Gustave Lafargue att Offenbachs användning av en piccolaflöjts drill som avbryts av en cymbalkrasch i finalen till första scenen var en modern återskapning av en effekt som Gluck uppfann i musiken till Iphigénie en Aulide. Musikforskaren Wilfrid Mellers noterade också Offenbachs användning av piccolaflöjten för att förstärka Eurydices kuplett med "flickaktigt fnitter" med instrumentet. Kompositören och musikforskaren Gervase Hughes kommenterar musikens utsökta effekt i "ballet des mouches" [Akt 3, 1874 års version] och kallar den för "en tour de force" som kunde ha inspirerat Pjotr Tjajkovskij.

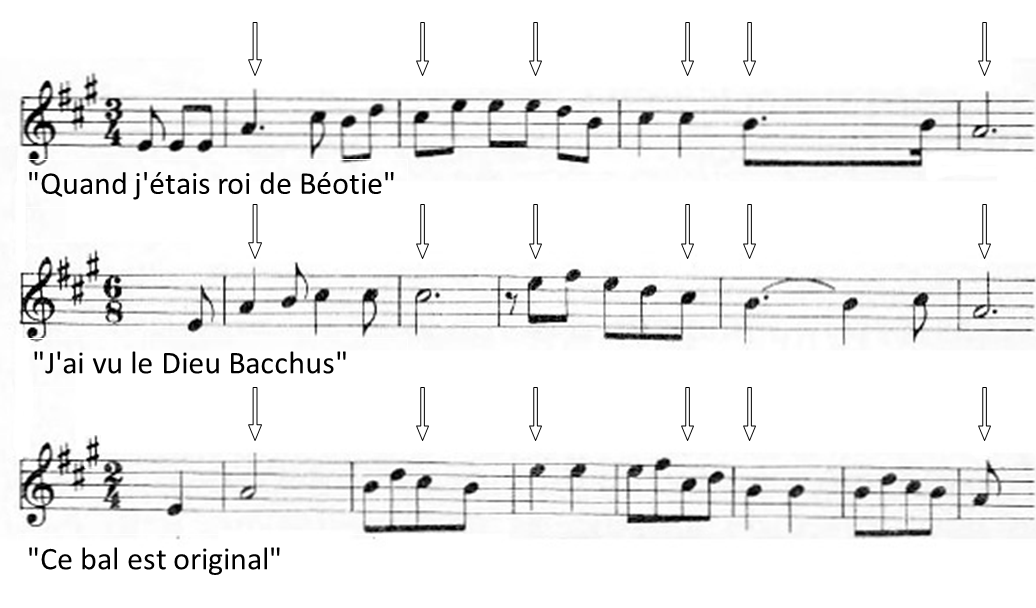
Exempel 1: Öppningsteman till "Quand j'étais roi de Béotie", "J'ai vu le Dieu Bacchus" och "Galop infernal", som visar de gemensamma noterna: A–C–E–C–B–A

Faris kommenterar att Offenbach i Orphée aux enfers visar vilken mästare han var i att skapa stämningar genom användning av rytmiska figurer. Faris nämner tre exempel från andra akten (1858 års version), vilka alla går i A-Dur och använder identiska noter på nästa samma sätt, "men det skulle vara svårt att föreställa sig en mer extrem skillnad i känslor än den mellan Kungens sång och Galop". (Se Exempel 1). 2014 skrev Heather Hadlock att Offenbach till den förre komponerade "en långsam men samtidigt orolig melodi" över ett statiskt bordunliknande pastoralackompanjemang av alternerande dominant- och tonikaharmoniker, samtidigt väckande och gäckande nostalgi för en förlorad plats och tid och skapande en ständigt oförlöst spänning mellan patos och ironi". Mellers finner att Styxs aria har "ett patos som berör hjärtat" – kanske, påstår han, den enda äkta känslan i operetten.
1999 skrev Thomas Schipperges i International Journal of Musicology att många lärda anser att Offenbachs musik förkastar alla musikvetenskapliga metoder. Han håller inte med och efter att ha analyserat "Galop infernal" finnerhan den vara sofistikerad i många detaljer: "I alla sin rättframhet avslöjar den en kalkylerad uppbyggnad. Styckets överliggande "ekonomin" tjänar som en medveten musikalisk dramaturgi." Hadlock observerar att trots att den mest välkända musiken "förs framåt av Rossinis framåtdrivande energi" och galoppens upptempo, löper dessa livliga nummer sida vid sida med mer ståtlig musik: "Musikens sofistikation är ett resultat av Offenbachs blandning av samtidens urbana språk och en återhållsam och trånande ton som är underliggande och ironiserande utan att någonsin bli ogjord".
Orphée aux enfers var Offenbachs första stora verk för en kör. I en studie från 2017 kommenterar Melissa Cummins att trots att kompositören använder kören uteslutande för Plutos hejdukar, Olympens uttråkade invånare och Hades backanter, är de endast där för att fylla ut de vokala delarna i de stora ensemblenumren och de "behandlas som en namnlös, ansiktslös massa som bara råkar vara till hands." I Olympen-scenen har kören en ovanlig hummande del, markerad som "Bouche fermée", en effekt senare använd av Bizet i Djamileh och av Puccini i "Humkören" i Madama Butterfly.

### Utgåvor
Orkestern på Bouffes-Parisiens var liten - förmodligen runt trettio musiker. 1858 års version av operetten är orkestrerad för två tvärflöjter (andra flöjten dubblerar på piccolaflöjt), en oboe, två klarinetter, en fagott, två valthorn, två kornetter, en trombon, timpani, slagverk (bastrumma/cymbaler, triangel) och stråkar. Offenbachforskaren Jean-Christophe Keck påstår att stråksektionen bestod av som mest sex förstavioliner, fyra andravioliner, tre altvioliner, fyra celli och en basfiol. 1874 års partitur kräver avsevärt större orkesterkrafter: Offenbach lade till stämmor för träblås, bleckblås och slagverk. Till premiären av den reviderade versionen engagerade han en orkester på sextio musiker utöver ett militärband på ytterligare fyrtio musiker för gudarnas procession från Olympen i slutet av andra akten.
Musiken till 1874 års version mottogs väl av samtidens kritiker, men några senare kritiker ansåg att den längre versionen, med sina utökade balettsektioner, hade sina långtråkiga moment. Hur som helst har flera av de tillagda numren blivit populära, särskilt Cupidos "Couplets des baisers", Mercures rondo "Eh hop" och "Poliskören", och några eller alla läggs ofta till vid föreställningar med 1858 års libretto.
I mer än hundra år efter kompositörens död förekom kritiska reservationer mot detta och andra av hans verk av vad musikforskaren Nigel Simeone kallade "sabbade, slaktade och censurerade" versioner. Sedan början av 2000-talet har ett projekt pågått med att publicerad vetenskapliga och pålitliga versioner av Offenbachs operetter under lednkng av Keck. Den första som gavs ut (2002) var 1858 års version av Orphée aux enfers. Kecks Offenbach-utgåva har nyligen publicerat 1874 års version samt ytterligare skisser av 1858 och 1874 års versioner.

### Ouvertyr och galopp
Den välkända och mycket spelade ouvertyren till Orfeus i underjorden är inte av Offenbach, och är heller inte en del av 1858 eller 1874 års versioner. Den arrangerades av den österrikiske musikern Carl Binder (1816-1860) till den första uppsättningen i Wien 1860. Offenbachs partitur från 1858 har endast ett kort orkesterförspel på 104 takter; den börjar med en stilla melodi för träblås följt av Jupiters menuett i akt II i A-Dur och övergår via en hånfull pompös fuga i F-Dur till "Den Allmänna Meningens" monolog. Ouvertyren från 1874 är ett stycke på 393 takter i vilken Jupiters menuett och John Styxs sång förekommer bland många andra teman såsom "J'ai vu le Dieu Bacchus", kupletten "Je suis Vénus", Rondeau des métamorphoses, "Partons, partons" delen av finalen till akt II och galoppen i akt IV.
Femton år efter Offenbachs död blev galoppen i akt II (eller akt IV i 1874 års version) en av världens mest spelade musikstycken, då nattklubbarna Moulin Rouge och Folies Bergère anammade den som regelbunden musik för sina cancan. Keck skriver att den ursprungliga "galop infernal" var en avsevärt mer spontan och upprorisk affär än sekelskiftes-cancan (Keck liknar den vid nutida rave) men melodin är numer intimt förknippad i allmänhetens sinne med bensprattlande cancan-dansöser.

### Musiknummer
| 1858 års version                                | 1874 års version |
| ----------------------------------------------- | --- |
| Akt 1: Scen 1                                   | Akt 1 |
| Ouvertyr                                        | Ouvertyr |
| "Qui je suis?" – L'Opinion publique             | Choeur des bergers: "Voici la douzième heure" – Kör, Le Licteur, L'Opinion publique |
|                                                 | "Conseil municipal de la ville de Thèbes" – Kör |
| "La femme dont le coeur rêve"                   | "La femme dont le cœur rêve" – Eurydice |
| Duo du concerto                                 | Duo du concerto "Ah! C'est ainsi!" – Orphée, Eurydice |
|                                                 | Ballet pastoral |
| "Moi, je suis Aristée"                          | "Moi, je suis Aristée" – Aristée |
| "La mort m'apparaît souriante"                  | "La mort m'apparaît souriante" – Eurydice |
|                                                 | "Libre! O bonheur!" – Orphée, kör |
| "C'est l'Opinion publique"                      | "C'est l'Opinion publique" – L'Opinion publique, Orphée, kör |
|                                                 | Valse des petits violonistes: "Adieu maestro" – Kör, Orphée |
| "Viens! C'est l'honneur qui t'appelle!"         | "Viens! C'est l'honneur qui t'appelle!" – L'Opinion publique, Orphée, kör |
| Akt 1: Scen 2                                   | Akt 2 |
| Entr'acte                                       | Entr'acte |
| Choeur du sommeil                               | Choeur du sommeil – "Dormons, dormons" – Kör |
| "Je suis Cupidon" – Cupidon, Vénus              | "Je suis Vénus" – Vénus, Cupidon, Mars |
|                                                 | Divertissement des songes et des heures "Tzing, tzing tzing" – Morphée |
| "Par Saturne, quel est ce bruit"                | "Par Saturne, quel est ce bruit" – Jupiter, kör |
| "Quand Diane descend dans la plaine"            | "Quand Diane descend dans la plaine" – Diane, kör |
|                                                 | "Eh hop! eh hop! place à Mercure" – Mercure, Junon, Jupiter |
|                                                 | Air en prose de Pluton: "Comme il me regarde!" |
| "Aux armes, dieux et demi-dieux!"               | "Aux armes, dieux et demi-dieux!" – Diane, Vénus, Cupidon, Chorus, Jupiter, Pluton |
| Rondeau des métamorphoses                       | Rondeau des métamorphoses: "Pour séduire Alcmène la fière" – Minerve, Diane, Cupidon, Vénus och kör (1858 års version); Diane, Minerve, Cybèle, Pomone, Vénus, Flore, Cérès och kör (1874) |
| "Il approche! Il s'avance!"                     | "Il approche! Il s'avance" – Pluton, Les dieux, L'Opinion publique, Jupiter, Orphée, Mercure, Cupidon, Diane, Vénus                                                                        |
| "Gloire! gloire à Jupiter ... Partons, partons" | "Gloire! gloire à Jupiter ... Partons, partons" – Pluton, Les dieux, L'Opinion publique, Jupiter, Orphée, Mercure, Cupidon, Diane, Vénus                                                   |
| Akt 2: Scen 1                                   | Akt 3 |
| Entr'acte                                       | Entr'acte |
|                                                 | "Ah! quelle triste destinée!" – Eurydice |
| "Quand j'étais roi de Béotie"                   | "Quand j'étais roi de Béotie" – John Styx |
|                                                 | "Minos, Eaque et Rhadamante" – Minos, Eaque, Rhadamante, Bailiff |
|                                                 | "Nez au vent, oeil au guet" – Polisen |
|                                                 | "Allons, mes fins limiers" – Cupidon och polisen |
|                                                 | "Le beau bourdon que voilà" – Polisen |
| Duo de la mouche                                | Duo de la mouche "Il m'a semblé sur mon épaule" – Eurydice, Jupiter |
| Finale: "Bel insecte à l'aile dorée"            | Finale: "Bel insecte à l'aile dorée" –, Scène et ballet des mouches: Introduction, andante, valse, galop – Eurydice, Pluton, John Styx                                                     |
| Akt 2: Scen 2                                   | Akt 4 |
| Entr'acte                                       | Entr'acte |
| "Vive le vin! Vive Pluton!"                     | "Vive le vin! Vive Pluton!"– Kör |
| "Allons ! ma belle bacchante"                   | "Allons ! ma belle bacchante" – Cupidon |
| "J'ai vu le Dieu Bacchus"                       | "J'ai vu le Dieu Bacchus" – Eurydice, Diane, Vénus, Cupidon, kör |
| Menuet et Galop                                 | Menuet et Galop "Maintenant, je veux, moi qui suis mince et fluet ... Ce bal est original, d'un galop infernal" – Alla                                                                     |
| Finale: "Ne regarde pas en arrière!"            | Finale: "Ne regarde pas en arrière!" – L'Opinion publique, Jupiter, Les dieux, Orphée, Eurydice                                                                                            |

## Mottagande

### 1800-talet
Från allra första början delades de kritiska meningarna om Orphée aux enfers. Janins fördömande var till mer gagn än förfång för operetten och stod i kontrast till de lovord som Jules Noriac skrev i sin recension i Figaro-Programme, där han kallade verket för "unikt, strålande, modigt, graciöst, förtjusande, fyndigt, roande, framgångsrikt, perfekt, melodiöst". Bertrand Jouvin i Le Figaro kritiserade några i ensemblen men prisade uppsättningen - "en fantasishow, vilken har alla variationer, all den överraskning hos en sagooperett". Musiktidskriften Revue et gazette musicale de Paris ansåg, trots att det skulle vara för mycket begärt att förvänta sig för mycket av den genren, att Orphée aux enfers var ett av Offenbachs mest framstående verk, med charmerande kupletter för Eurydice, Aristée-Pluton och kungen. Musiktidningen Le Ménestrel kallade ensemblen "förstklassig", som gjorde full rättvisa år "alla charmerande skämt, alla delikata originaliteter, alla farsartade underligheter som ymnigt slungas in i Offenbachs musik".
Författarna i Les Annales du Théâtre et de la Musique sa angående 1874 års reviderade version: "Orphée aux Enfers är framför allt en bra föreställning. Offenbachs musik har bibehållit sin ungdomlighet och anda. Den roande operetten av i går har blivit en strålande extravagans", mot vilken Félix Clément och Pierre Larousse i sin Dictionnaire des Opéras (1881) skrev att stycket är "en grovkornig och grotesk parodi" full av "vulgära och opassande scener" som "lämnar en ohälsosam stank".
Operetten var vida sett som ett verk som innehöll tunt maskerad satir av Napoleon III:s regim, men den tidiga presskritiken fokuserade på verkets förlöjligande av klassiska författare som Ovidius och den lika heliga musiken till Glucks Orfeo. Faris kommenterar att satiren som framfördes av Offenbach och hans librettister var retsam snarare än hård. Kejsaren Napoleon III hade mycket roligt åt operetten när han såg den 1860; han sa till Offenbach att han "aldrig skulle glömma denna glittrande afton".

### 1900- och 2000-talet
Efter Offenbachs död försämrades hans rykte tillfälligt. Med Faris ord blev hans operetter "avfärdade som irrelevanta och pråliga souvenirer från ett nedgånget imperium". Dödsrunor i andra länder tog för givet att de komiska operetterna, inklusive Orphée, var dagsländor och skulle snart vara glömda. Vid tiden för kompositörens hundraårsdag 1919 hade det i flera åt visat sig att dessa farhagor hade varit felaktiga. Orphée sattes ofta upp på nytt, liksom flera av hans andra operetter, och kritiken av moraliska och musikaliska grunder hade i stort sett upphört. Gabriel Groviez skrev i The Musical Quarterly:
Librettot till Orphée flödar över av kraft och humor och partituret är fyllt av sprudlande spiritualitet och melodisk charm. Det är omöjligt att korrekt analysera ett stycke där den mest sublima idioti och den mest förvånande fantasi kolliderar gång på gång. ... Offenbach åstadkom inget mer verk så komplett.
Bland moderna kritiker beskriver Traubner Orphée som "den första stora franska helaftonsoperetten ... klassisk (i termens båda betydelser)", trots att han anser att 1874 års revidering var "överlastad". Peter Gammond skriver att publiken uppskattade verkets frivolitet och samtidigt kände igen att den kom ifrån den bästa av traditioner i "opéra comique". Bland 2000-talets skribenter har Bernard Holland kommenterat att musiken är "vackert gjord, oupphörligen munter, motvilligt seriös", men visar inte som den senare Hoffmanns äventyr "hur enormt talangfull Offenbach i själva verket var"; Andrew Lamb har kommenterat att trots att Orphée aux enfers har förblivit Offenbachs mest kända verk "en mer samstämmig uppfattning om hans bästa operett skulle vara Pariserliv för dess gnista, La Périchole för dess charm och Sköna Helena för dess överlägsna briljans". Kurt Gänzl skriver i The Encyclopedia of the Musical Theatre att jämfört med andra verk så var Orphée aux enfers "någonting annat ... en strålande uppfinningsrik parodi på klassisk mytologi och moderna händelser dekorerad med Offenbachs mest smittande bouffe musik."

## Uppsättningar

### Frankrike
Tiden mellan den första uppsättningen och nyuppsättningen i Paris 1860 turnerade teaterkompaniet Bouffes-Parisiens den franska landsbygden där Orphée aux enfers rapporterades möttes av "omedelbar" och "otrolig framgång". Tautin efterträddes som Eurydice av Delphine Ugalde, då uppsättningen sattes upp på nytt på Bouffes-Parisiens 1862 och åter 1867.
Den första nyuppsättningen av 1874 års version ägde rum på Théâtre de la Gaîté 1875 med Marie Blanche Peschard som Eurydice. Den sattes ånyo upp i januari 1878 med Meyronnet (Orphée), Peschard (Eurydice), Christian Perrin (Jupiter), Habay (Pluton) och Pierre Grivot som både Mercure och John Styx, Till Världsutställningen 1878 satte Offenbach på nytt upp verket med Grivot som Orphée, Peschard som Eurydice, kompositörens gamle vän och rival Hervé som Jupiter och Léonce som Pluton. Operetten sågs igen på Gaîté 1887 med Taufenberger (Orphée), Jeanne Granier (Eurydice), Eugène Vauthier (Jupiter) och Alexandre (Pluton). 1889 skedde ytterligaren en nyuppsättning rum på Éden-Théâtre med Minart, Granier, Christian och Alexandre.
Bland nyuppsättningar under 1900-talet återfinns produktioner på Théâtre des Variétés (1902) med Charles Prince (Orphée), Juliette Méaly (Eurydice), Guy (Jupiter) och Albert Brasseur (Pluton), och 1912 med Paul Bourillon, Méaly, Guy och Prince; Théâtre Mogador (1931) med Adrien Lamy, Manse Beaujon, Max Dearly och Lucien Muratore; the Opéra-Comique (1970) med Rémy Corazza, Anne-Marie Sanial, Michel Roux och Robert Andreozzi; Théâtre de la Gaïté-Lyrique (1972) med Jean Giraudeau, Jean Brun, Albert Voli och Sanial; samt av Théâtre français de l'Opérette på Espace Cardin (1984) med en stor ensemble bestående av André Dran, Maarten Koningsberger, Martine March, Martine Masquelin, Marcel Quillevere, Ghyslaine Raphanel, Bernard Sinclair och Michel Trempont. I januari 1988 fick operetten sin första uppsättning på Parisoperan med Michel Sénéchal (Orphée), Danielle Borst (Eurydice), François Le Roux (Jupiter) och Laurence Dale (Pluton).
I december 1997 satte Laurent Pelly upp en föreställning på Opéra National de Lyon, som också filmades på DVD, med Yann Beuron (Orphée), Natalie Dessay (Eurydice), Laurent Naouri (Jupiter) och Jean-Paul Fouchécourt (Pluton) under ledning av dirigenten Marc Minkowski. Uppsättningen sattes först upp i Genève där den gavs i september med artister som Beuron, Annick Massis, Naouri och Éric Huchet.

### Övriga Europa
Den första uppsättningen utanför Frankrike lär ha varit i Breslau i oktober 1859. I december samma år sattes operetten upp i Prag. Den gavs på tyska på Carltheater i Wien i mars 1860 i en version av Ludwig Kalisch, reviderad och utbroderad av Johann Nestroy, som spelade Jupiter. Att göra narr av grekisk-romersk mytologi hade en lång tradition på Wien populära teatrar och publiken hade inga svårigheter med den respektlöshet som hade upprört Jules Janin och andra i Paris. Det var till denna uppsättning som Carl Binder satte samman den version av ouvertyren som nu är den mest kända. Nyuppsättningar på samma teater förekom i februari och juni 1861 (båda på franska) och på Theater an der Wien i januari 1867. 1860 sattes verket upp i Bryssel, Stockholm, Köpenhamn och Berlin. Uppsättningar följde sedan i Warszawa, Sankt Petersburg och Budapest; sedan i Zürich, Madrid, Amsterdam, Milano och Neapel.
Gänzl nämner bland "otaliga andra uppsättningar ... en storslagen och glittrande tysk nyuppsättning av Max Reinhardt" på Großes Schauspielhaus i Berlin 1922. A more recent Berlin production was directed by Götz Friedrich in 1983; en video av uppsättningen gavs ut. Bland uppsättningar 2019 var en regisserad av Helmut Baumann på Wiener Volksoper, och av Barrie Kosky på Haus für Mozart i Salzburg med Anne Sofie von Otter som "L'Opinion publique", en samproduktion mellan Salzburger Festspiele, Komische Oper Berlin och Deutsche Oper am Rhein.

### Sverige
Den svenska urpremiären ägde rum på Djurgårdsteatern i Stockholm den 13 september 1860, där man spelade en av Ernst Wallmark översatt tysk version. 
| ”                                   | Kritiken har fastslagit den muntra parodins framgång, och ingen tycks ha känt sig stött över gycklet med den sublima myten och de olympiska gudarna... Knut Almlöf tolkade den snusande och avsigkomne Jupiter, begabbad av hela Olympen för sina kärleksäventyr, på ett sätt som lämnade intet övrigt att önska. Pierre Deland väckte omåttligt löje. Den arme prinsen av Arkadien blev i hans framställning en ytterst originell figur, gick som i dimma, verkade halvt fånig och helt komisk." | „ |
| – Georg Nordensvan i Svensk Teater. | |   |

Senare samma år sattes operetten även upp på Mindre teatern i Stockholm och då i en direktöversättning bearbetad av August Blanche, samt på Nya Theatern (senare Stora teatern) i Göteborg. Ytterligare uppsättningar tillkom på Oscarsteatern 1915 och på Stockholmsoperan den 31 januari 1922 och den iscensattes åter där med premiär den 21 maj 1942 och den 10 maj 1955.
Den sattes upp på Folkoperan med premiär den 2 oktober 2004.
Rollporträtt från svenska uppsättningar

Theodor Hedin som Pluto 1876.
Hilda Borgström som Cupido på Stora Teatern i Göteborg 1892.
Gerda Nilsson som Cupido på Vasateatern 1895.
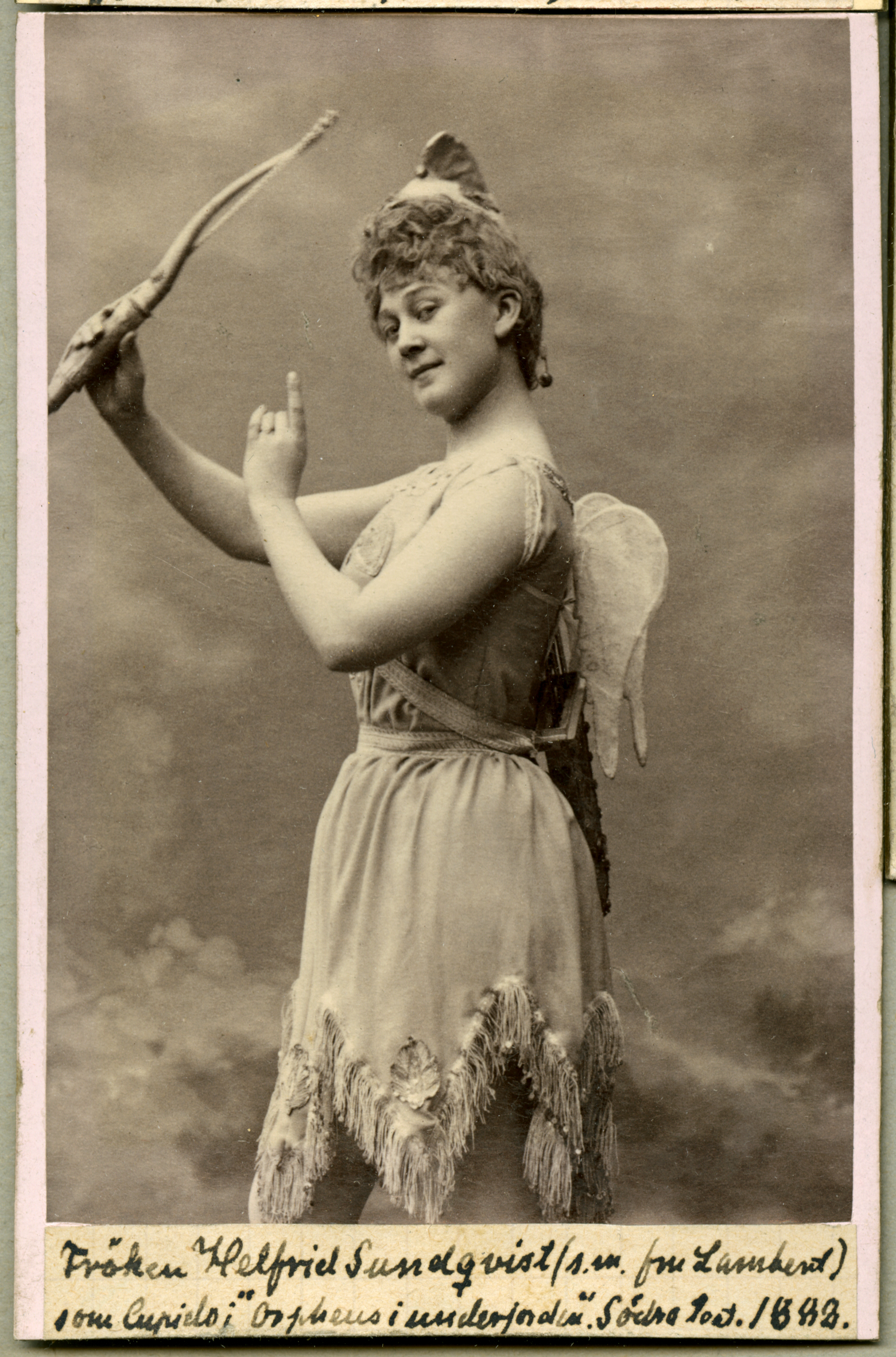
Helfrid Sundqvist som Cupido på Södra teatern 1888.
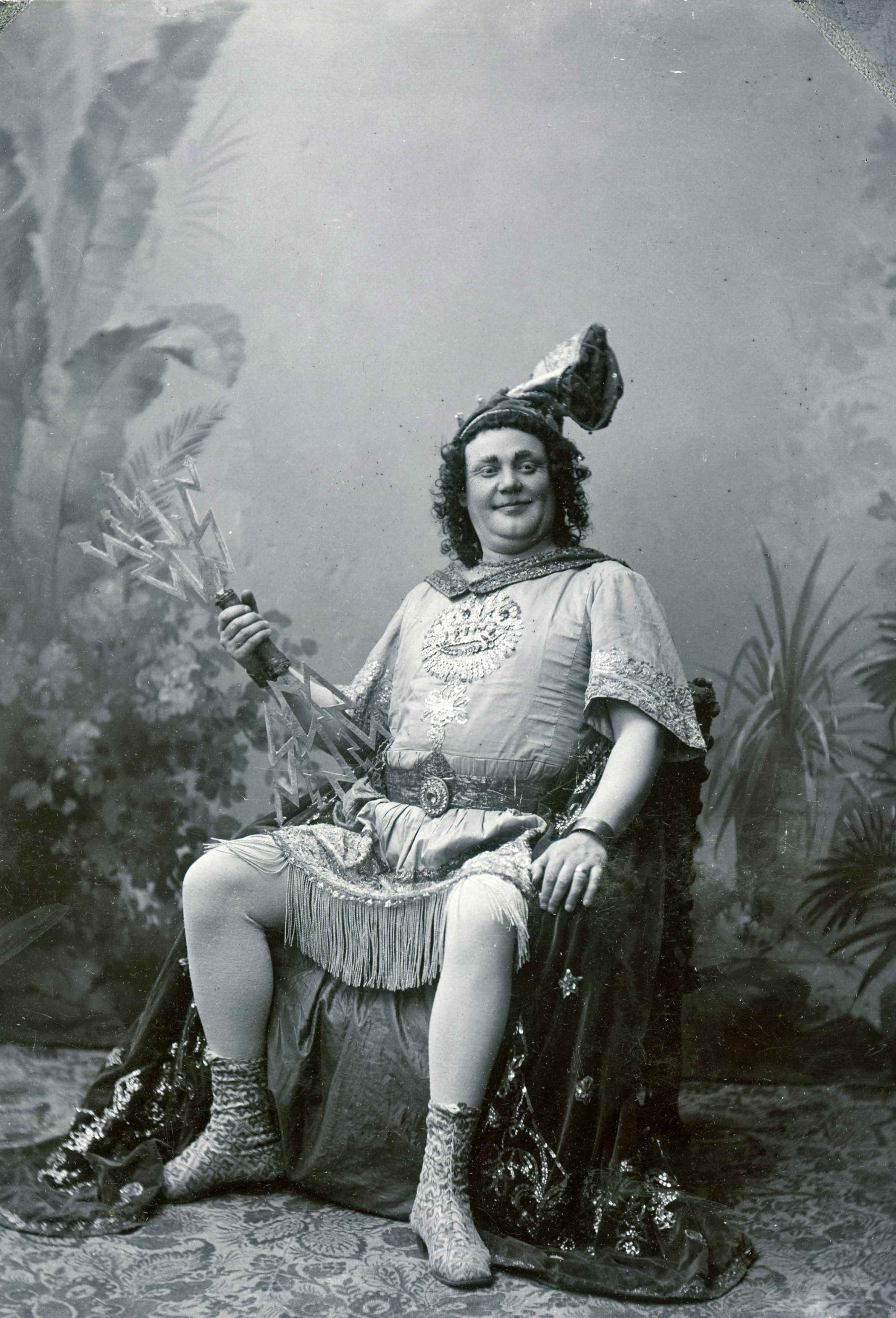
Axel Ringvall som Jupiter på Vasateatern 1895.
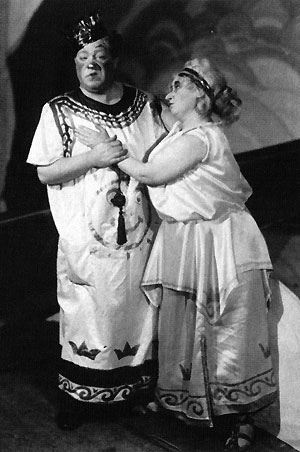
Jullan Kindahl och Edvard Persson på Hippodromen i Malmö 1926.

### Storbritannien
Den första uppsättningen i London skedde på Her Majesty's Theatre i december 1865 i en engelsk verson av J. R. Planché med titeln Orpheus in the Haymarket. Det gavs uppsättningar i West End på franska 1869 och 1870 av teaterkompanier ledda av Hortense Schneider. Engelska versioner gjordes även av Alfred Thompson (1876) och Henry S. Leigh (1877). En bearbetning gjord av Herbert Beerbohm Tree och Alfred Noyes ägde rum på His Majesty's 1911. Operetten gavs inte mer i London förrän 1960, då en ny bearbetning av Geoffrey Dunn hade premiär på Sadler's Wells Theatre; denna uppsättning sattes upp regelbundet mellan 1960 och 1974. En engelsk version av Snoo Wilson för English National Opera (ENO), producerar på London Coliseum 1985, hade nypremiär 1987. En samproduktion mellan Opera North och D'Oyly Carte Opera Company, i en version av Jeremy Sams, öppnades 1992 och sattes upp flera gånger. 2019 presenterade ENO en ny uppsättning regisserad av Emma Rice, vilken dock mottogs negativt av pressen.

### Utanför Europa
Den första uppsättningen i New York ägde rum på tyska och gavs på Bowery Amphitheatre i mars 1861 och spelades fram till februari 1862. Två andra uppsättningar sjöngs också på tyska: december 1863 med Fritze, Knorr, Klein och Frin von Hedemann, samt december 1866 med Brügmann, Knorr, Klein och Frin Steglich-Fuchs. Operetten sattes även upp på Theatre Français i januari 1867 med Elvira Naddie, och på Fifth Avenue Theatre i april 1868 med Lucille Tostée. I december 1883 gavs den på Bijou Theatre med Max Freeman, Marie Vanoni, Digby Bell och Harry Pepper. Den spelades i Rio de Janeiro 1865, Buenos Aires 1866, Mexico City 1867 och Valparaiso 1868. I Australien sattes den första gången upp på Princess Theatre i Melbourne i mars 1872 med Alice May som Eurydice.
En spektakulär uppsättning av Reinhardt gavs i New York 1926. New York City Opera satte upp verket under ledning av Erich Leinsdorf 1956 med Sylvia Stahlman som Eurydice och Norman Kelley som Pluto. Mer nutida uppsättningar i USA har varit en version 1985 på Santa Fe Opera, och en uppsättning gjord av ENO 1985, vilken sattes upp i USA av Houston Grand Opera (samproducerad) 1986, och Los Angeles Opera 1989..

## Libretto
- Offenbach, Jacques (1861). Orpheus i underjorden : burlesk opera i 4 Akter. Svenska Theatern ; 103. Stockholm: Albert Bonnier. Libris 9982035. https://runeberg.org/ojorpheus - Översättning: Ernst Wallmark.
- Offenbach, Jacques. Orfeus i underjorden. Stockholm: s.n. Libris 11920694 -  Översättning: Karl Gerhard. Bearbetning: Stig Bergendorf.